# Zimska panjevka
Zimska panjevka (znanstveno ime Flammulina velutipes) je gliva iz rodu panjevk (Flammulina).
Na rdečem seznamu svetovne zveze za varstvo narave je označena kot najmanj ogrožena vrsta.

## Značilnosti
Klobuk pri mladih gobah izbočen, kasneje se izravna. Oranžno rumen, lepljiv, sluzast, na obrobju svetlejši in nažlebkan. Širok od 2 - 5 cm.
Spada v skupino gob lističark, ki imajo trosovnico v obliki lističev. Lističi so najprej svetli, nato podobne barve kot klobuk. So široki in razmaknjeni, z mnogimi vmesnimi listči, ki ne potekajo od beta do roba klobuka.
Bet je žilav in vlaknast, zgoraj rumenkast, spodaj temen. Kasneje postane žametast in skoraj črne barve.
Pojavlja se pozno jeseni in pozimi. Je gniloživka, ki raste v šopih na štorih listnatega drevja, redkeje jo lahko najdemo tudi na lesu iglavcev. Zaradi šopaste rasti so klobučki pogosto stisnjeni skupaj. Dobro prenaša zmrzal in sneg ter nima posebnega vonja in okusa.

## Mikroskopske značilnosti
Trosni prah je bel. Trosi so eliptični, gladki. Velikost 6-9.5 µm x 3-4 µm. Razmerje med dolžino in širino Q = 1.8-2.4.

## Podobne vrste
Od podobnih gob se loči predvsem po žametastem betu. Nevarna bi lahko bila zamenjava s strupeno obrobljeno kučmico (Galerina marginata), ki ima temnejše lističe, rjav trosni prah in obroček na betu. Ravno tako pozimi, a predvsem na lesu listavcev se pojavlja užitna sivolistna žveplenjača (Hypholoma capnoides). Od drugih vrst panjevk se razlikuje predvsem po mikroskopskih značilnostih. V Sloveniji opisana prožna panjevka (Flammulina elastica) ima bolj razmaknjene lističe in podolgovate trose.

## Uporabnost
Užitna, zaradi žilavega beta se uporabljajo klobučki. Priporočljiva je termična obdelava. Cenjena, ker se pojavlja v času, ko je na voljo malo drugih gob. Je pomemben zimski vir hrane za gozdne nevretenčarje.
V Aziji se goji njen bližnji sorodnik Flammulina filiformis, znana pod imenom Enoki.
Raziskave nakazujejo, da zimske panjevke vsebujejo učinkovine z antibakterijskimi in antioksidantnimi lastnostmi ter citotoksičnimi učinki na celične linije tumorskih celic.
Kot pri vseh glivah, je potrebna zmernost in previdnost pri uporabi. V zimskih panjevkah so namreč našli tudi kardiotoksično učinkovino flammutoxin.

## Galerija slik
- Klobuk
- Trosovnica iz lističev.
- Žametast bet
- Trosi